# ガラティア (軽巡洋艦・2代)
|          |                                                                                  |
| 艦歴     |                                                                                  |
| 発注     |                                                                                  |
| 起工     | 1933年6月2日                                                                     |
| 進水     | 1934年8月9日                                                                     |
| 就役     | 1935年8月14日                                                                    |
| 退役     |                                                                                  |
| その後   | 1941年12月14日に戦没                                                             |
| 除籍     |                                                                                  |
| 性能諸元 |                                                                                  |
| 排水量   | 基準 5,220トン 満載 6,665トン                                                    |
| 全長     | 506 ft (154.2 m)                                                                 |
| 全幅     | 51 ft (15.5 m)                                                                   |
| 吃水     | 14 ft (4.3 m)                                                                    |
| 機関     | 4軸推進 64,000 shp                                                               |
| 最大速   | 32ノット (59 km/h)                                                               |
| 乗員     | 500名                                                                            |
| 兵装     | 竣工時 6インチ連装砲3基 4インチ対空砲4門 4連装機銃2基 21インチ3連装魚雷発射管2基 |

ガラティア (HMS Galatea, 71) はイギリス海軍の軽巡洋艦。アリシューザ級。

## 艦歴
スコッツ社で建造。1933年6月2日起工。1934年8月9日進水。1935年8月14日竣工。
1940年2月、3月、スペインのビーゴから脱出したドイツ商船の捜索に従事。4月から5月初めはノルウェーで活動。
1941年7月、地中海艦隊に加わる。
12月13日、敵船団が北アフリカへ向かうであろうと推察されたため、その護衛部隊攻撃を命じられ「ガラティア」は軽巡洋艦「ユーライアラス」、「ナイアド」、駆逐艦9隻とともにアレクサンドリアから出撃した。だが、貨物船2隻が潜水艦によって沈められ、別の貨物船2隻が衝突により損傷し、さらに戦艦「ヴィットリオ・ヴェネト」も潜水艦によって損傷させられたため、イタリアの作戦M41は中止となった。14日、敵部隊が北上しているのが偵察により判明したため、「ガラティア」などはアレクサンドリアへの帰投を命じられた。その途中、アレクサンドリア沖で「ガラティア」はドイツ潜水艦「U557」によって撃沈された。